# Halt im Gedächtnis Jesum Christ
Halt im Gedächtnis Jesum Christ (in tedesco, "Conserva il ricordo di Gesù Cristo") BWV 67 è una cantata di Johann Sebastian Bach.

## Storia
La cantata Halt im Gedächtnis Jesum Christ venne composta da Johann Sebastian Bach a Lipsia nel 1724 e fu eseguita per la prima volta il 16 aprile dello stesso anno in occasione della quasimodogeniti, la prima domenica dopo pasqua. Il libretto è tratto dalla seconda lettera a Timoteo, capitolo 2 versetto 8, per il primo movimento, da testi di Nikolaus Herman per il quarto, di Jakob Ebert per il settimo e da autore sconosciuto per i rimanenti.
Il tema musicale è tratto dagli inni Du Friedefürst, Herr Jesu Christ, pubblicato nel 1601 da compositore sconosciuto, e Erschienen ist der herrlich Tag, di Nikolaus Herman, pubblicato nel 1560.

## Struttura
La cantata è composta per contralto solista, tenore solista, basso solista, coro, tromba, flauto, oboe d'amore I e II, violino I e II, viola e basso continuo ed è suddivisa in sette movimenti:
1. Coro: Halt im Gedächtnis Jesum Christ, per tutti.
2. Aria: Mein Jesus ist erstanden, per tenore, oboe, archi e continuo.
3. Recitativo: Mein Jesu, heißest du des Todes Gift, per contralto e continuo.
4. Corale: Erschienen ist der herrlich Tag, per tutti.
5. Recitativo: Doch scheinet fast, per contralto e continuo.
6. Aria e coro: Friede sei mit euch, per basso, flauto, oboe, archi e continuo.
7. Corale: Du Friedefürst, Herr Jesu Christ, per tutti.